# Evolvulus rufus
Evolvulus rufus är en vindeväxtart som beskrevs av St. Hil. Evolvulus rufus ingår i släktet Evolvulus och familjen vindeväxter. Inga underarter finns listade i Catalogue of Life.